# Hamraia
Hamraia (în arabă عمراية) este o comună din provincia El Oued, Algeria.
Populația comunei este de 5.172 de locuitori (2008).